# Joe Robinson
Joe Robinson (Newcastle, 1927. május 31. – Brighton, 2017. július 3.) angol színész, kaszkadőr.

## Filmjei

### Mozifilmek
- A Kid for Two Farthings (1955)
- Die ganze Welt singt nur Amore (1956)
- Pasaporte al infierno (1956)
- Fighting Mad (1957)
- Murder Reported (1957)
- The Flesh Is Weak (1957)
- The Strange Awakening (1958)
- Sea Fury (1958)
- The Two Faces of Dr. Jekyll (1960)
- Matróz a rakétában (The Bulldog Breed) (1960)
- Folytassa tekintet nélkül! (Carry on Regardless) (1961)
- Gli invasori (1961)
- Barabás (Barabbas) (1961)
- Ursus e la ragazza tartara (1961)
- A hosszútávfutó magányossága (The Loneliness of the Long Distance Runner) (1962)
- Taur, il re della forza bruta (1963)
- Doctor in Distress (1963)
- Le gladiatrici (1963)
- The Undertakers (1969, rövidfilm)
- Gyémántok az örökkévalóságnak (Diamonds Are Forever) (1971)

### Tv-filmek
- The Strange World of Gurney Slade (1960)

### Tv-sorozatok
- Before Your Very Eyes (1956, egy epizódban)
- Hancock's Half Hour (1959, egy epizódban)
- Emergency-Ward 10 (1960, egy epizódban)
- Meet the Champ (1960, egy epizódban)
- The Avengers (1963, egy epizódban)
- Az angyal (The Saint) (1963, egy epizódban)
- Pardon the Expression (1966, egy epizódban)
- Theatre 625 (1966, egy epizódban)